# Interlachen (Floride)
Pour les articles homonymes, voir Interlachen.
La ville américaine d’Interlachen est située dans le comté de Putnam, dans l’État de Floride. Elle comptait 1 403 habitants lors du recensement de 2010.

## Démographie
| 1890 | 1900 | 1910 | 1920 | 1930 | 1940 |
| ---- | ---- | ---- | ---- | ---- | ---- |
| 207  | 147  | 263  | 177  | 235  | 251  |

| 1950 | 1960 | 1970 | 1980 | 1990  | 2000  |
| ---- | ---- | ---- | ---- | ----- | ----- |
| 297  | 349  | 478  | 848  | 1 160 | 1 475 |

| 2010  | - | - | - | - | - |
| ----- | - | - | - | - | - |
| 1 403 | - | - | - | - | - |

## Source
- (en) Cet article est partiellement ou en totalité issu de l’article de Wikipédia en anglais intitulé « Interlachen, Florida » (voir la liste des auteurs).